# Tibellus pashanensis
Tibellus pashanensis är en spindelart som beskrevs av Benoy Krishna Tikader 1980. Tibellus pashanensis ingår i släktet Tibellus och familjen snabblöparspindlar. Inga underarter finns listade i Catalogue of Life.